# دشنه‌دندان (سرده)
دشنه‌دندان (سرده) (نام علمی: Anotopterus) نام یک سرده از راسته لوله‌سانان است.